# Sarat Chandra Bose
Sarat Chandra Bose, född 6 september 1889 i Calcutta, död där 20 februari 1950; bengalisk (indisk) nationalist och politiker, advokat. Först ledare för Kongresspartiet i Bengalens lagstiftande församling (1936-1947), sedan en av ledarna i Forward Bloc, såsom bror till Subhas Chandra Bose.